# Julie Chen
Julie Suzanne Chen, coniugata Moonves (陈晓怡S; Queens, 6 gennaio 1970), è una conduttrice televisiva e produttrice televisiva statunitense.

## Biografia
Nata nel Queens da immigrati cinesi, La madre Wang Ling Lou, è cresciuta a Rangoon, in Birmania, suo padre David Chen, è nato in Cina e successivamente è fuggito a Taiwan dopo la guerra civile cinese. Julie Chen si è laureata nel 1991 presso l'University of Southern California. Dal 2002 al 2010 è stata tra le conduttrici di The Early Show su CBS, mentre dal 2010 al 2018 è stata tra le conduttrici di The Talk, grazie al quale ha ricevuto cinque candidature ai Daytime Emmy Awards, vincendone una nel 2017.
Dal 2000 la Chen presenta Big Brother, versione statunitense del Grande Fratello, diventando la presentatrice più longeva di qualsiasi adattamento del format in assoluto.

## Vita privata
Nel 2004 Julie Chen ha sposato Les Moonves, dal quale ha avuto un figlio nel 2009.

## Filmografia

### Televisione
- Beauty and the Beast - serie TV, episodio 2x10 (2014)
- Madam Secretary - serie TV, episodio 1x01 (2014)
- The Comeback - serie TV, episodio 2x07 (2014)
- NCIS: Los Angeles - serie TV, episodio 6x13 (2015)
- Supergirl - serie TV, episodio 1x16 (2016)
- Life in Pieces - serie TV, episodio 3x02 (2017)
- Jane the Virgin - serie TV, episodio 4x10 (2018)

## Doppiatrici italiane
Nelle versioni in italiano delle opere in cui ha recitato, Julie Chen è stata doppiata da:
- Sabine Cerullo in NCIS: Los Angeles
- Deborah Ciccorelli in Supergirl